# Slotjes van Oosterhout
De slotjes van Oosterhout zijn een groep van voorname huizen, kastelen, in de Nederlandse plaats Oosterhout in de Noord-Brabantse gemeente Oosterhout. 

## Geschiedenis
De slotjes zijn omstreeks de 15e eeuw ontstaan. Het waren woningen van de Oosterhoutse elite waaronder enkele geslachten uit de lage adel. Gegroeid uit een omgrachte boerderij, evolueerden ze via kasteelachtige edelmanswoningen tot landhuizen.

## De slotjes

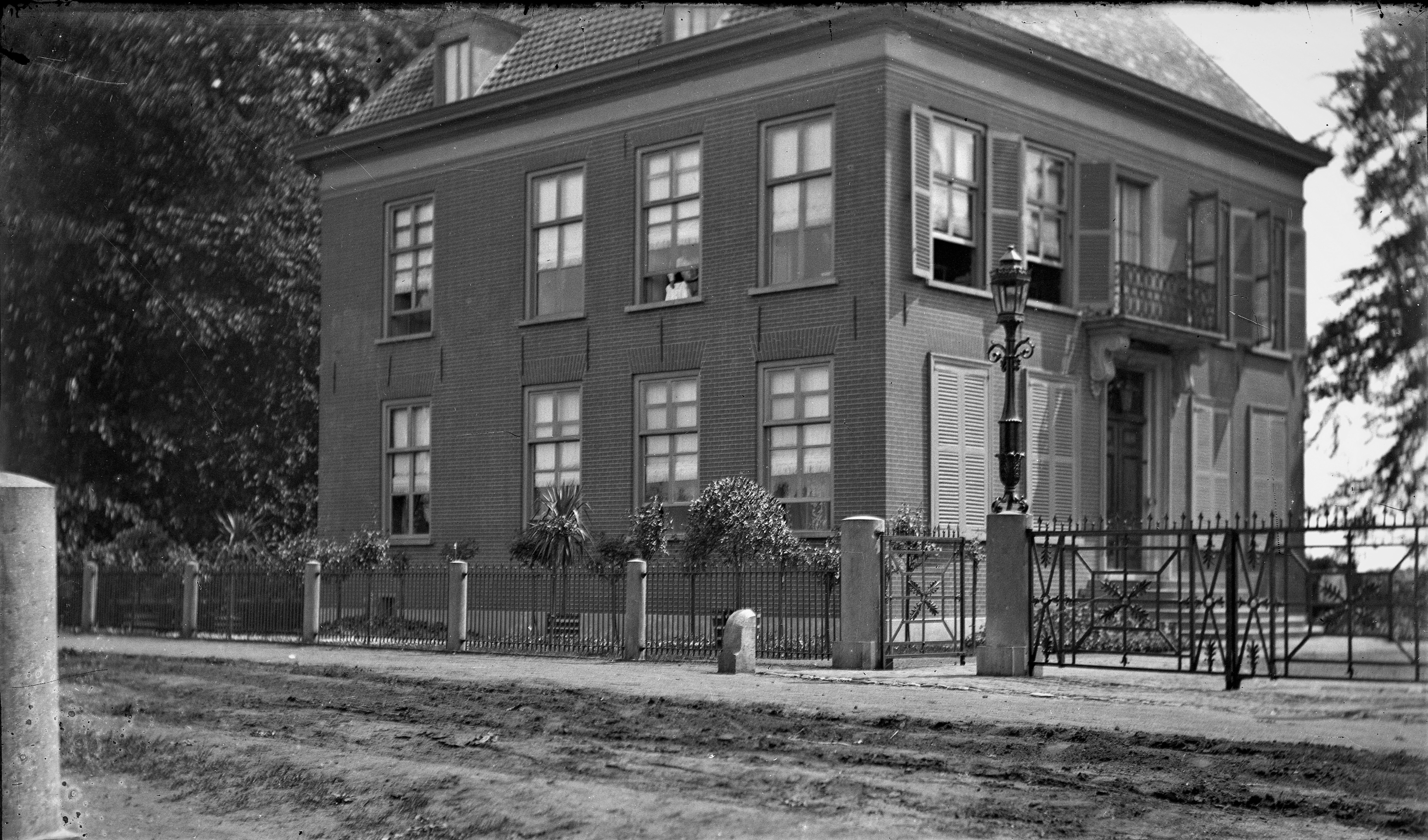
Glasplaatnegatieven van rond 1905-1910, Slotje Brakestein Oosterhout

Ten zuiden van het Slotpark liggen aan de Ridderstraat de slotjes (van west naar oost):
- Slotje Borsele
- Slotje Beveren
- Slotje Limburg
- Slotje Brakestein
- Slotje Spijtenburg (verdwenen)

In De Heilige Driehoek staat er:
- Slotje De Blauwe Camer

Ten noorden van het stadscentrum lag het slotje:
- Slotje Ter Aalst (verdwenen)

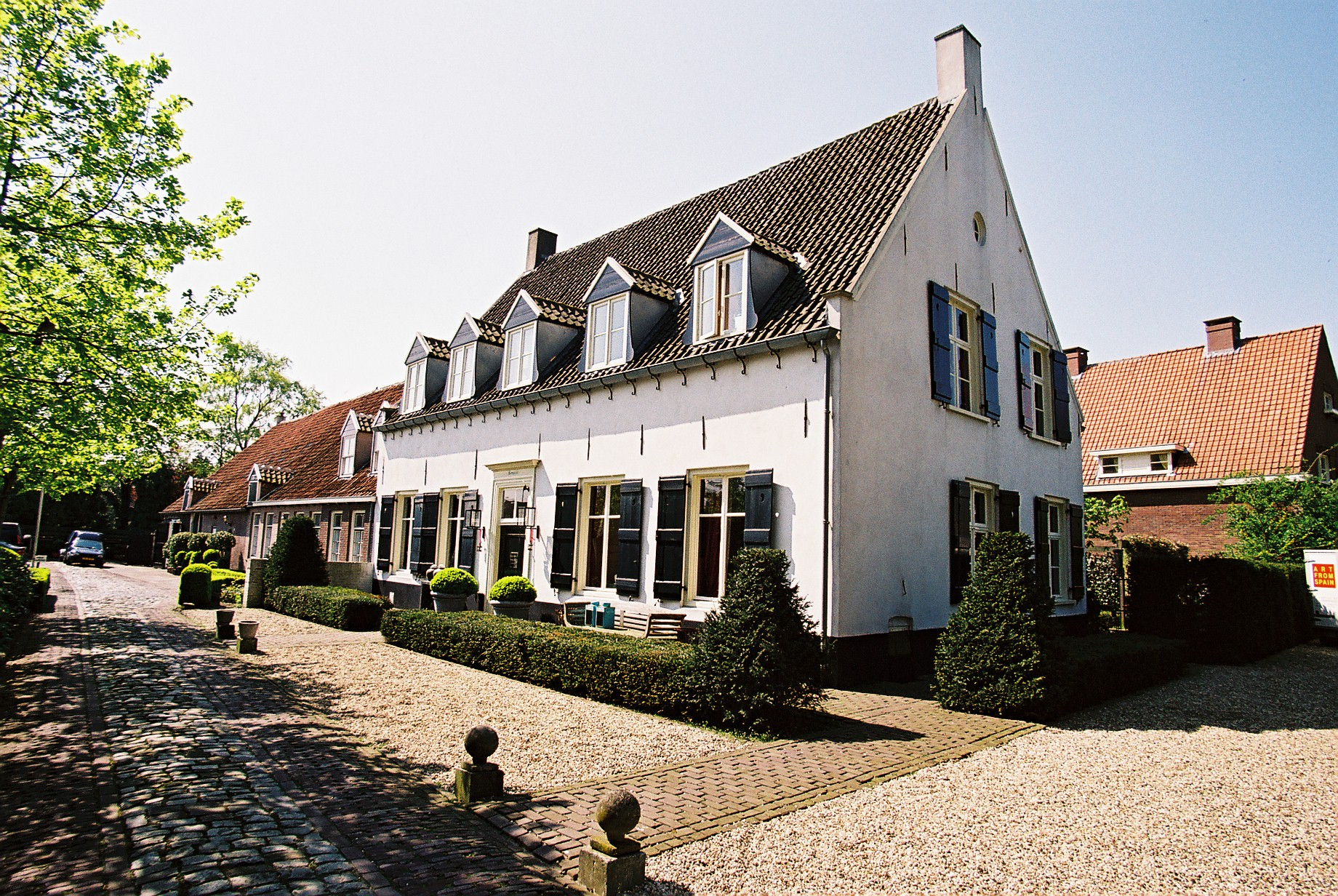
Slotje Borsele
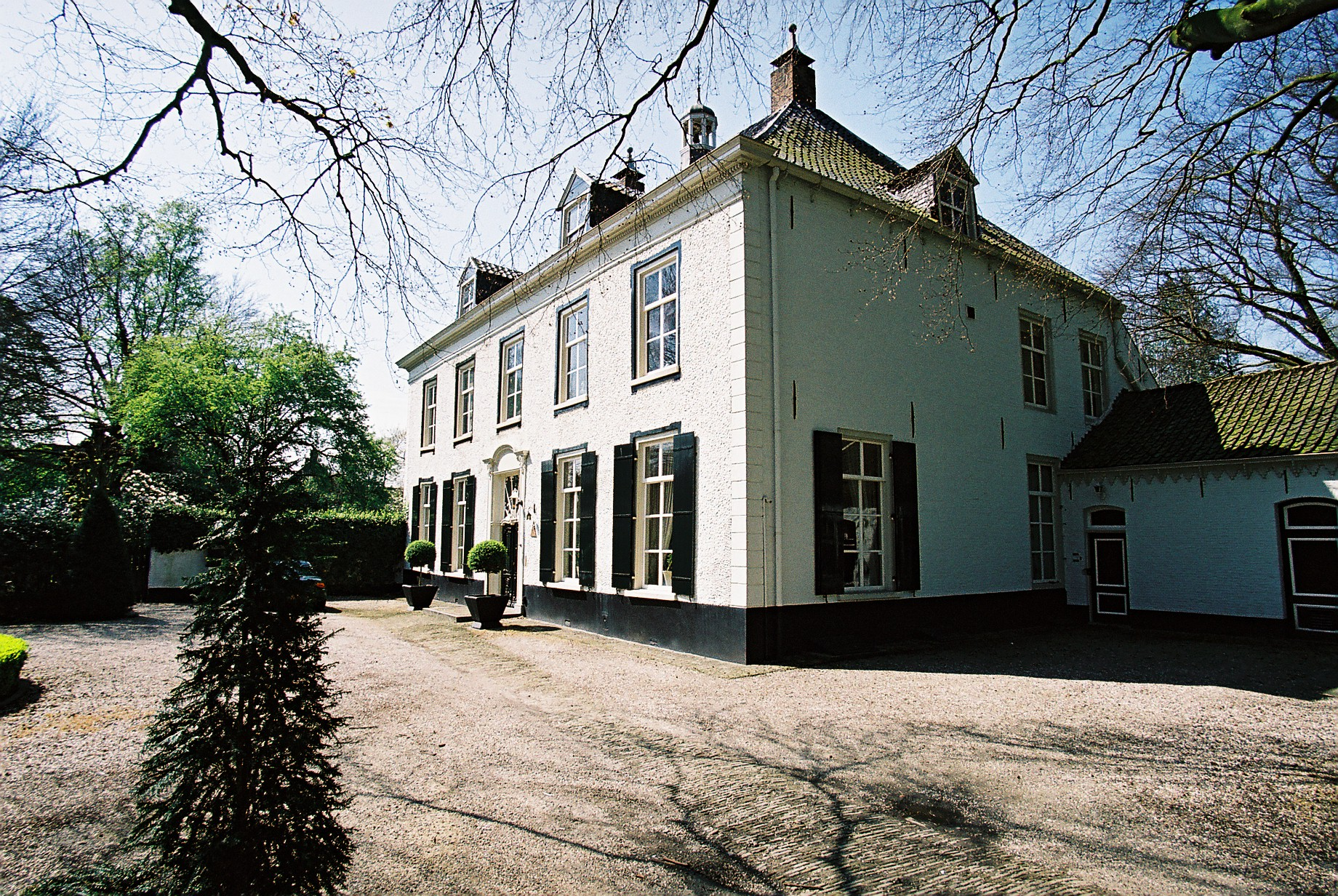
Slotje Beveren
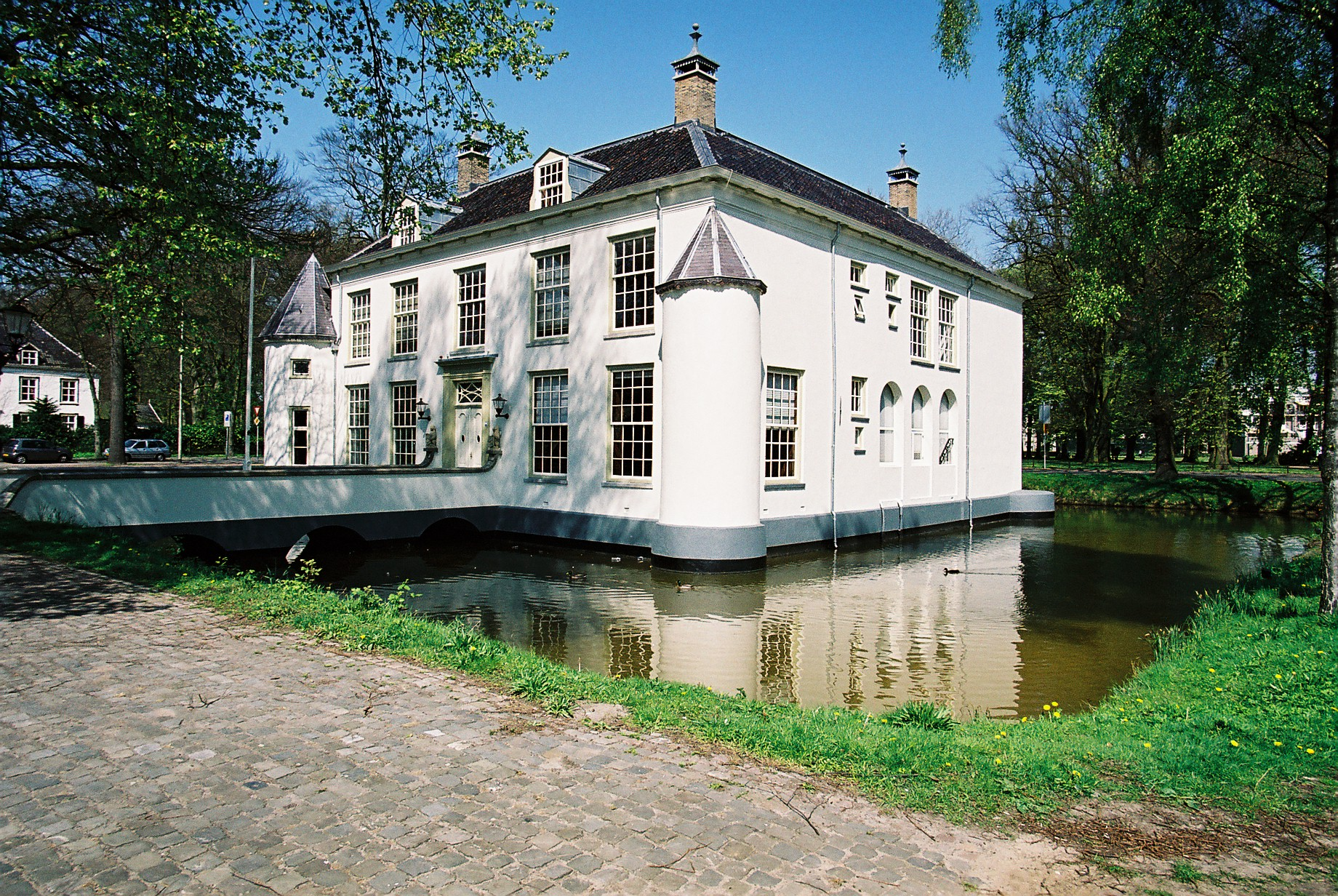
Slotje Limburg
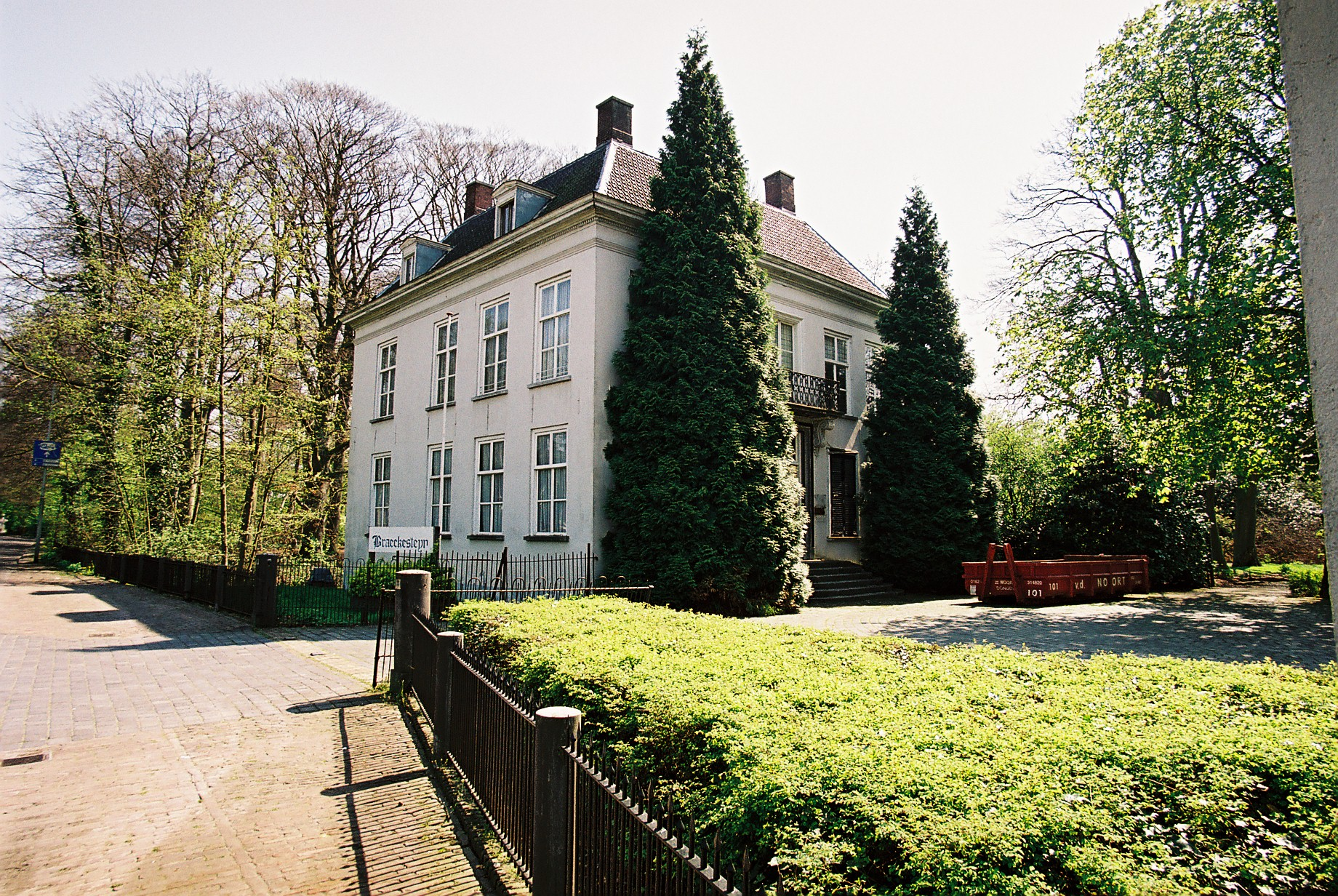
Slotje Brakestein
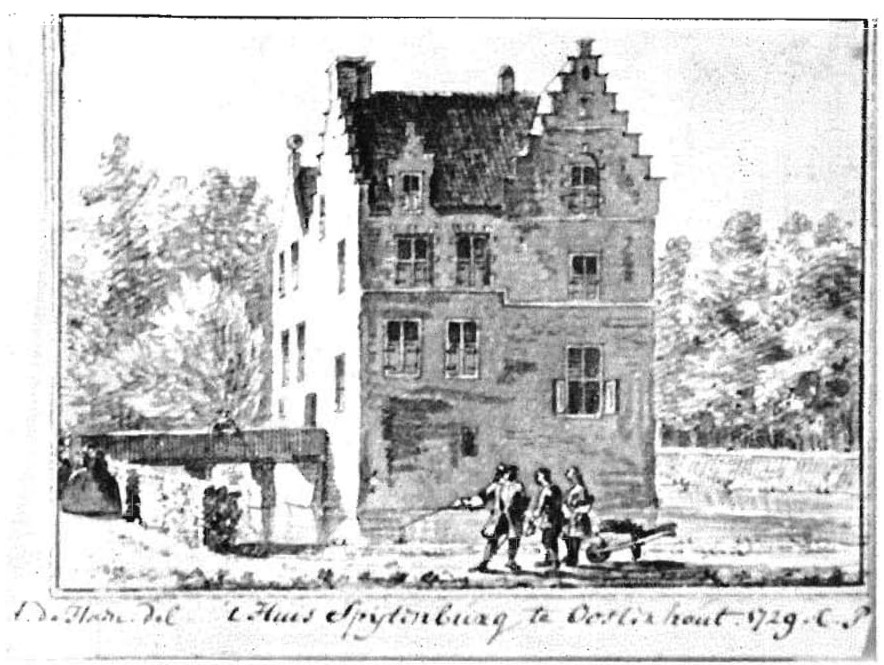
Slotje Spijtenburg in 1729
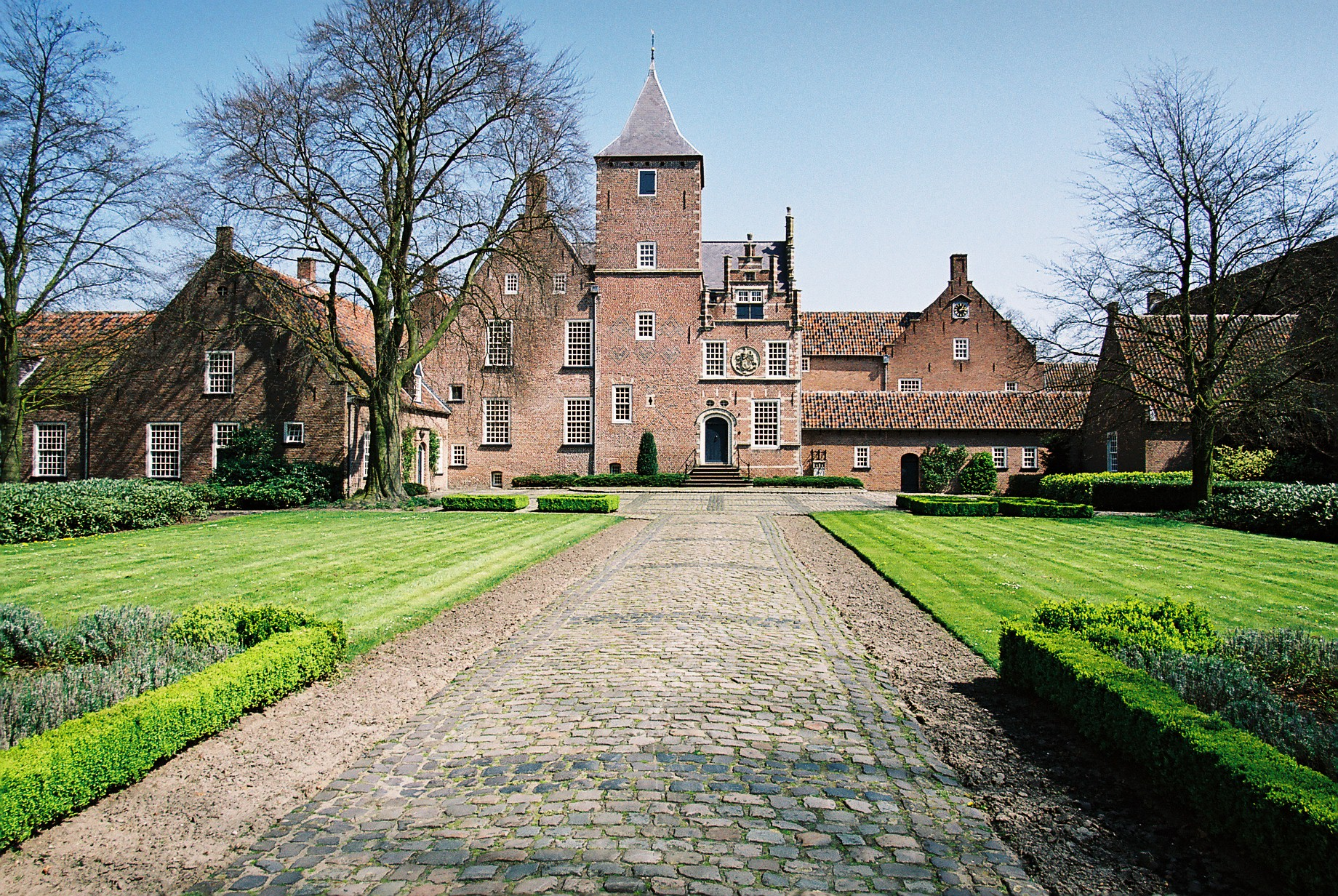
Slotje De Blauwe Camer
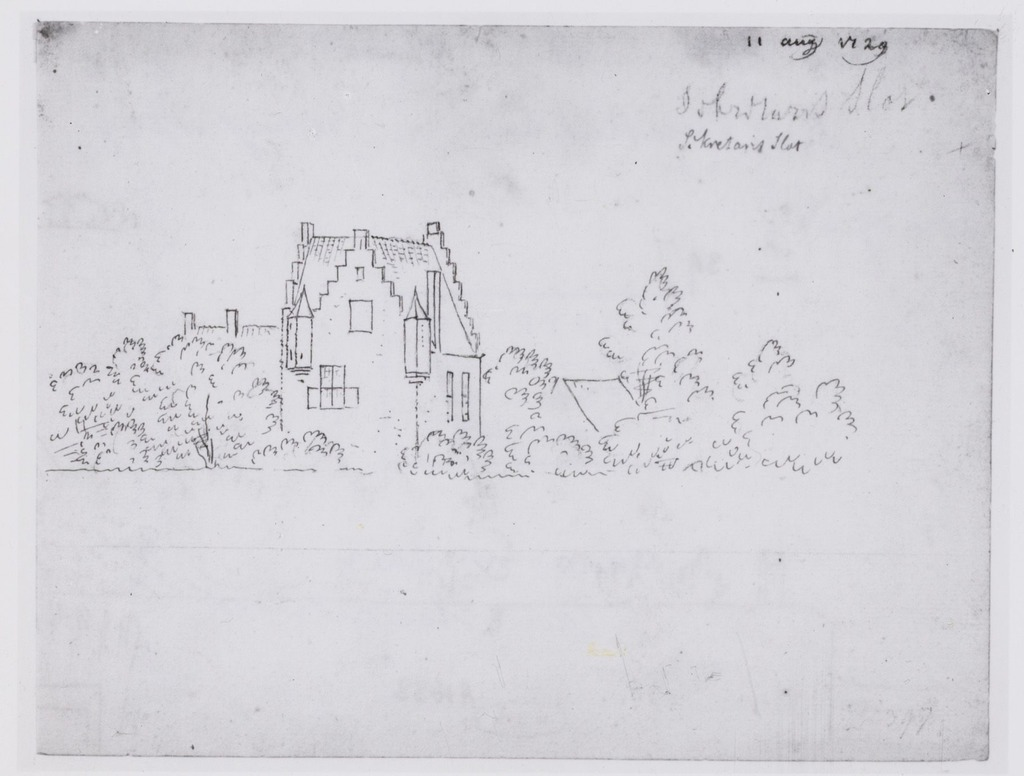
Slotje Ter Aalst in 1729